# Sonia Ursu-Kim
Sonia Ursu-Kim, född 24 juli 1993 i Bucovina i Rumänien, är en rumänsk-sydkoreansk basketspelare. 
Ursu-Kim, vars far var sydkorean och vars mor var rumänska, deltog vid olympiska sommarspelen 2020 och var en del av Rumäniens lag som blev utslagna i gruppspelet i tremannabasket.